# Cotta (geslacht)
Cotta is een geslacht van vlinders van de familie spanners (Geometridae), uit de onderfamilie Ennominae.

## Soorten
- C. ergodes Wehrli, 1936
- C. incongruaria Walker, 1860